# Victor Perez (pugile)
Messaoud Hai Victor Perez, noto anche come Young Perez (Tunisi, 18 ottobre 1911 – Gliwice, 21 gennaio 1945), è stato un pugile tunisino.

## Biografia

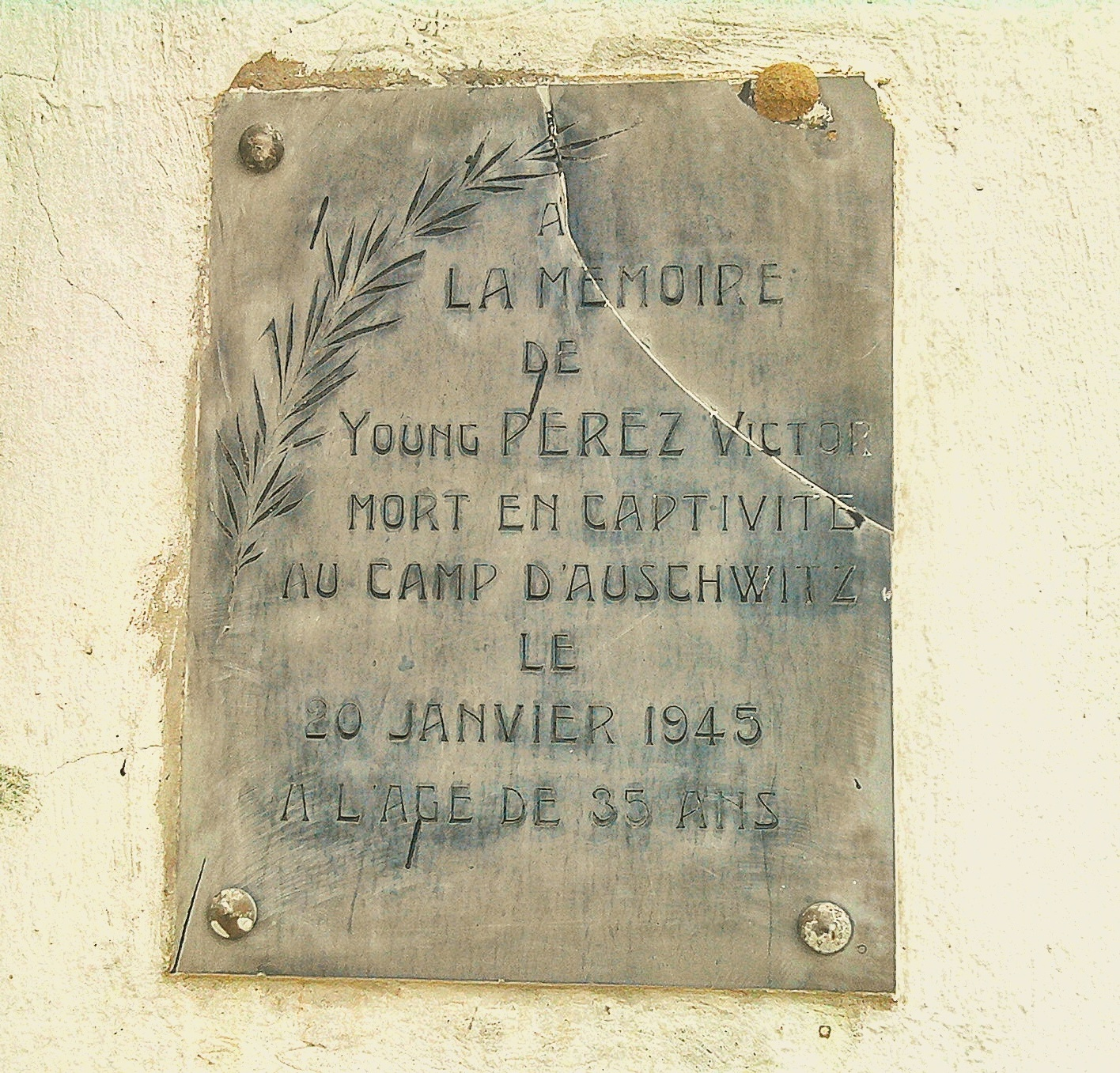
Targa commemorativa dedicata a Victor Perez.

Nacque a Tunisi, all'epoca protettorato francese in Tunisia.
Fu campione del mondo dei pesi mosca nel 1931 e nel 1932. Fu il più giovane campione del mondo di pugilato della storia.
Appartenente alla comunità ebraica, Perez fu denunciato alle autorità di occupazione ed arrestato a Parigi il 21 settembre 1943. Venne detenuto nel campo di internamento di Drancy prima di essere trasportato nel campo di sterminio nazista di Auschwitz, in Polonia, dove fu assegnato al sottocampo di Monowitz per servire come schiavo per la IG Farben al Buna-Werke. Fu ucciso il 21 gennaio 1945 nella marcia della morte da Monowitz a Gleiwitz.
La sua vita è stata raccontata nel film Victor Young Perez (noto anche come Surviving Auschwitz o Perez ha'tza'ir).